# 라미아 전쟁
라미아 전쟁(Lamian War), 또는 그리스 전쟁(Hellenic War, 기원전 323년-322년)은 아테네와 아이톨리아 동맹을 포함한 그리스 도시 국가 연합이 마케도니아와 그 동맹국 보이오티아와 맞서 싸운 전쟁이다. 전쟁은 마케도니아의 승리로 끝났다.
기원전 323년에, 알렉산더 대왕이 자신의 태어나지 않은 자식을 위해 장군들에게 제국을 통치하도록 하고 죽었다. 아테네는 마케도니아의 통치에 반발하여 반란을 일으켰고, 마케도니아의 통치로부터 그리스의 도시 국가들이 독립할 수 있는 좋은 기회라고 생각했다. 레오스테네스가 이끄는 그리스군은 처음에는 섭정 안티파트로스가 이끄는 마케도니아 군을 물리친 테르모플라이로 북진하기 전에 보이오티아 군을 플라타이아에서 방어하는데 성공을 거두었다. 패배한 마케도니아 군은 라미아로 퇴각하였지만, 그리스군이 아시아에서 도착하여 증원되기를 기다리는 동안 포위당하고 있어야 했다.
육지에서의 그리스의 성공은 헬레스폰트와 아모르고스에서의 아테네 함대의 패배로 빛을 잃었다. 바다에서의 통제권을 얻은 마케도니아는 군대를 유럽으로 운송할 수 있게 되었다. 그리스가 람노스에서 마케도니아의 증원군을 물리치기는 했지만, 마케도니아는 라미아에서 철수해서, 패잔병들을 수습할 수 있게 되었다. 합류된 마케도니아 군은 아시아에서 온 증원군의 조력을 받을 수 있었으며, 그리스의 반란을 크란논 전투에서 물리치고, 진압을 끝냈다.

## 배경
기원전 324년, 올림픽을 치루는 동안, 알렉산더 대왕은 모든 그리스 도시에서 추방된 자를 되돌아 올 수 있게 하는 추방 법령을 그리스에게 선포하게 했다. 이 법령의 효과는 그리스의 도시에서 이전에 추방된 사람들을 원래의 자리로 되돌아 갈 수 있게 하는 것이었다. 비록 이것이 많은 도시에 영향을 끼쳤지만, 가장 타격이 큰 곳은 아테나와 아이톨리아 동맹 두 지역이었다. 특히 아이톨리아는 그들이 오이니아데스의 도시를 점령하고 원래의 주민들을 내쫓았기 때문이다. 아테네도 사모스 섬을 점령하고 식민지로 삼았던 것이다. 이 법령을 따른다면 그들이 점령한 영토를 포기해야만 했기 때문이다. 그리스에서의 식량 부족으로 마케도니아의 종주권에 대한 반감이 더 커졌으며, 알렉산더의 동방 원정으로 인해 물자들이 징발되자 사태는 악화되었다.

## 반란
이듬해 기원전 323년, 알렉산더 대왕이 급사하자, 마케도니아는 왕위 계승에 대한 혼란이 가중되었다. 왕위를 계승할 마땅한 후계자가 딱히 존재하지 않았기 때문이다. 알렉산더 대왕의 유복자의 탄생을 기다리는 동안, 아직 태어나지도 않은 아이를 위해, 그리고 알렉산더의 정신박약 형제인 필리포스 3세를 위해 페르디카스를 섭정으로 선정했다. 알렉산더가 죽었다는 소식은 아테네인들에게는 마케도니아의 패권을 벗어날 좋은 기회로 여겨졌다. 민회에서의 격렬한 논쟁 이후, 아테네는 데마데스나 포키온과 같은 저명한 인사들의 반대에도 불구하고, 마케도니아를 상대로 전쟁을 일으키기로 결정했다.
아테네로 도망친 알렉산더의 재무관이었던 하르팔로스에게 빼앗은 5,000 달란트를 이용해서, 아테네는 레오스데네스를 사령관으로 해서, 용병을 고용하기 위해 타에나롬으로 보냈다. 레오스데네스는 민회에서 그가 용병을 개인적인 목적으로 고용하는 것처럼 보이도록 명령을 받았다. 다가올 전쟁에 대비할 시간을 벌기 위함이었다.

## 전투
전쟁 초기의 그리스 전체 병력은 25,000명 정도였으며, 그 중 1만명이 아테네인이었고, 12,000명이 아이톨리아 인이었으며, 나머지는 다양한 용병군으로 구성되어 있었다.
유럽에서의 마케도니아 군 사령은 안티파트로스가 맡았으며, 마케도니아 부대를 허겁지겁 모았지만, 대부분의 부대가 아시아에 있거나, 파견군이거나, 유럽 대륙에 있는 병력이었다. 그는 반란을 진압하기 위해 다른 사령관들에게 증원군을 보내달라는 서신을 보내고서 일단 13,000명의 부대로 출발했다.
테살리아 인들은 원래 안티파트로스의 편을 들었었지만, 아테네의 설득으로 재빨리 그쪽으로 돌아섰다. 이렇게 갑작스런 강경한 태도 변화는 안티파트로스에게 연맹의 초기 성공으로 이어졌고, 그는 라미아의 도시에서 발이 묶일 수 밖에 없었다.